# Internet Explorer 1
Microsoft Internet Explorer 1（マイクロソフト インターネット エクスプローラー ワン）、（略称 Internet Explorer 1  または IE1、MSIE1 ）とはマイクロソフトが1995年8月24日に公開したInternet ExplorerファミリーのWebブラウザーである。Microsoft Plus! for Windows 95を構成するソフトウェアの一つ。

## 概要
Internet Explorer 1は1995年8月24日にマイクロソフトが公開したWindows拡張ソフトウェアPlus! for Windows 95に同梱された。このバージョンは表組みに対応していないほど機能が低く、使用するユーザーはほとんどいなかった。 Internet Explorerチームは、開発の初期段階で約6人で開始された。1996年にマイクロソフトがWindows NT向けに公開したInternet Explorer 1.5では簡単なHTMLテーブル要素に対応した。

## 経緯
Internet Explorer 1はSpyglassからライセンスを受けたNCSA Mosaicをもとに開発された。そのためレンタリングエンジンはSpyglassとなっている。
マイクロソフトはInternet Explorer 1を無料でMicrosoft Plus! for Windows 95に含めたことによって、Spyglassにライセンス料を支払わずにいた。
そのことで1997年1月22日にアメリカ合衆国で訴訟が起こったが、マイクロソフトが800万ドルを支払ったことで両者は和解した。

## 機能
Internet Explorer 1はその当時多くのウェブブラウザで導入されていなかった手動のインストールを置換するインストール ルーチンが付属されていた。

## その他
Internet Explorer 1のバージョンは、Microsoft Plus! for Windows 95と同時発売であるWindows 95の内部バージョンと同一の、4.40.425と名乗っており、ユーザーエージェント文字列でも、他のInternet Explorerとは異なる、「Microsoft Internet Explorer/4.40.425 (Windows 95)」を名乗っている。Internet Explorer 1が動作するWindowsバージョンのうち、どれを使用しても、Windows 95と返ってくる。